# Jimmy Marín
Jimmy Marín Vílchez (* 8. Oktober 1997 in San José) ist ein costa-ricanischer Fußballspieler.

## Karriere

### Verein
Marín begann seine Karriere beim CD Saprissa. Im Mai 2015 debütierte er gegen AD Carmelita für die Profis von Saprissa in der Primera División. In der Saison 2015/16 kam er zu zwei Einsätzen. Zur Saison 2016/17 wechselte er zum Ligakonkurrenten CS Herediano, der ihn allerdings direkt weiter innerhalb der Liga an den Belén FC verlieh. Für Belén kam er bis zum Ende der Leihe zu 15 Ligaeinsätzen. Nach der Herbstsaison kehrte er im Januar 2017 zu Herediano zurück. Bis zum Ende der Spielzeit absolvierte er acht Partien für Herediano. In der Saison 2017/18 kam der Flügelstürmer zu 31 Einsätzen, in denen er dreimal traf.  Mit Herediano wurde er Meister der Frühjahrssaison. In der Saison 2018/19 erziele er sechs Tore in 32 Einsätzen.
Zur Saison 2019/20 wechselte Marín nach Israel zu Hapoel Be’er Scheva. Für Be’er Scheva kam er zu 13 Einsätzen in der Ligat ha’Al, ehe er im Februar 2020 an den Ligakonkurrenten MS Aschdod verliehen wurde. Für Aschdod spielte er bis Saisonende allerdings nur dreimal in Israels höchster Spielklasse. Zur Saison 2020/21 kehrte er nicht mehr zu Hapoel zurück, sondern wechselte zurück in seine Heimat zu Saprissa. In der Saison 2020/21 absolvierte er 40 Partien in der Primera División, in denen er achtmal traf. Mit Saprissa wurde er Meister der Clausura. In der Saison 2021/22 erzielte er 14 Tore in 42 Ligaeinsätzen.
Zur Saison 2022/23 wechselte Marín nach Russland zum FK Orenburg.

### Nationalmannschaft
Marín nahm 2017 mit der costa-ricanischen U-20-Auswahl an der CONCACAF Meisterschaft teil. Marín kam während des Turniers in allen fünf Partien zum Zug, mit Costa Rica erreichte er den zweiten Rang in der Finalgruppe, womit sich das Land für die WM im Sommer desselben Jahres qualifizierte. Für die WM wurde der Offensivmann ebenfalls nominiert, mit Costa Rica erreichte er das Achtelfinale, erneut absolvierte er alle vier Partien seines Landes und machte dabei ein Tor.
Ohne davor einmal im Kader gestanden zu sein, wurde Marín im selben Jahr auch in den Kader der A-Nationalmannschaft für den Gold Cup berufen. Mit Costa Rica schied er im Halbfinale aus, während des Turniers wurde er nicht eingesetzt. Sein Debüt im Nationalteam gab er schließlich im September 2018 in einem Testspiel gegen Südkorea. 2021 wurde er ein zweites Mal für einen Gold Cup nominiert, diesmal erreichte er mit seinem Team das Viertelfinale. Marín kam während des Turniers zu einem Kurzeinsatz.